# Dąbki
Dąbki es un pueblo en el distrito administrativo de Gmina Człuchów, en el Condado de Człuchów, Voivodato de Pomerania, al norte de Polonia. Se encuentra a unos 6 kilómetros (4 millas) al noroeste de Człuchów y 114 kilómetros (71 millas) al suroeste de la capital regional Gdansk.
El pueblo tiene una población de 79 habitantes.